# Hato (kommun)
Hato är en kommun i Colombia.   Den ligger i departementet Santander, i den centrala delen av landet, 230 km norr om huvudstaden Bogotá. Antalet invånare är 2 401. Arean är 180 kvadratkilometer.
Terrängen i Hato är huvudsakligen bergig, men åt sydost är den kuperad.